# Port lotniczy Toussaint Louverture
Port lotniczy Toussaint Louverture (fr. Aéroport international Toussaint-Louverture, IATA: PAP, ICAO: MTPP) – największy port lotniczy Haiti zlokalizowany w stolicy kraju – Port-au-Prince. Nazwa na cześć Toussainta L’Ouverture’a – jednego z przywódców rewolucji haitańskiej. Wcześniej nosiło nazwę zbrodniczego prezydenta François Duvaliera.

## Linie lotnicze i połączenia
| Linia lotnicza         | Kierunek |
| ---------------------- | --- |
| Air Caraibes           | 1. Santo Domingo-Las Americas |
| Air Century            | 1. Santo Domingo-La Isabela |
| Air Transat            | 1. Montreal-Trudeau |
| American Airlines      | 1. Miami |
| Amerijet International | 1. Miami |
| Cubana                 | 1. Camaguey 2. Hawana 3. Holguin 4. Santiago de Cuba |
| Global X               | 1. Miami |
| JetBlue Airways        | 1. Fort Lauderdale 2. Nowy Jork-JFK |
| National Air Charters  | 1. Providenciales |
| Sunrise Airways        | 1. Cap-Haïtien 2. Camaguey 3. Hawana 4. Holguin 5. Jérémie 6. Les Cayes 7. Miami 8. Panama 9. Pointe-a-Pitre 10. Santiago de Cuba 11. Santo Domingo-La Isabela 12. Sint Maarten |
| Spirit Airlines        | 1. Fort Lauderdale |
| Winair                 | 1. Sint Maarten |